# Międzynarodowy Dzień Kobiet Wiejskich
Międzynarodowy Dzień Kobiet Wiejskich – coroczne święto obchodzone 15 października od 2008, ustanowione rezolucją Zgromadzenia Ogólnego ONZ w grudniu 2007 w celu podkreślenia kluczowej roli kobiet w rozwoju obszarów wiejskich, zaspokajaniu potrzeb żywnościowych oraz ich walki z ubóstwem na świecie. 

## Rola i sytuacja kobiet na wsi

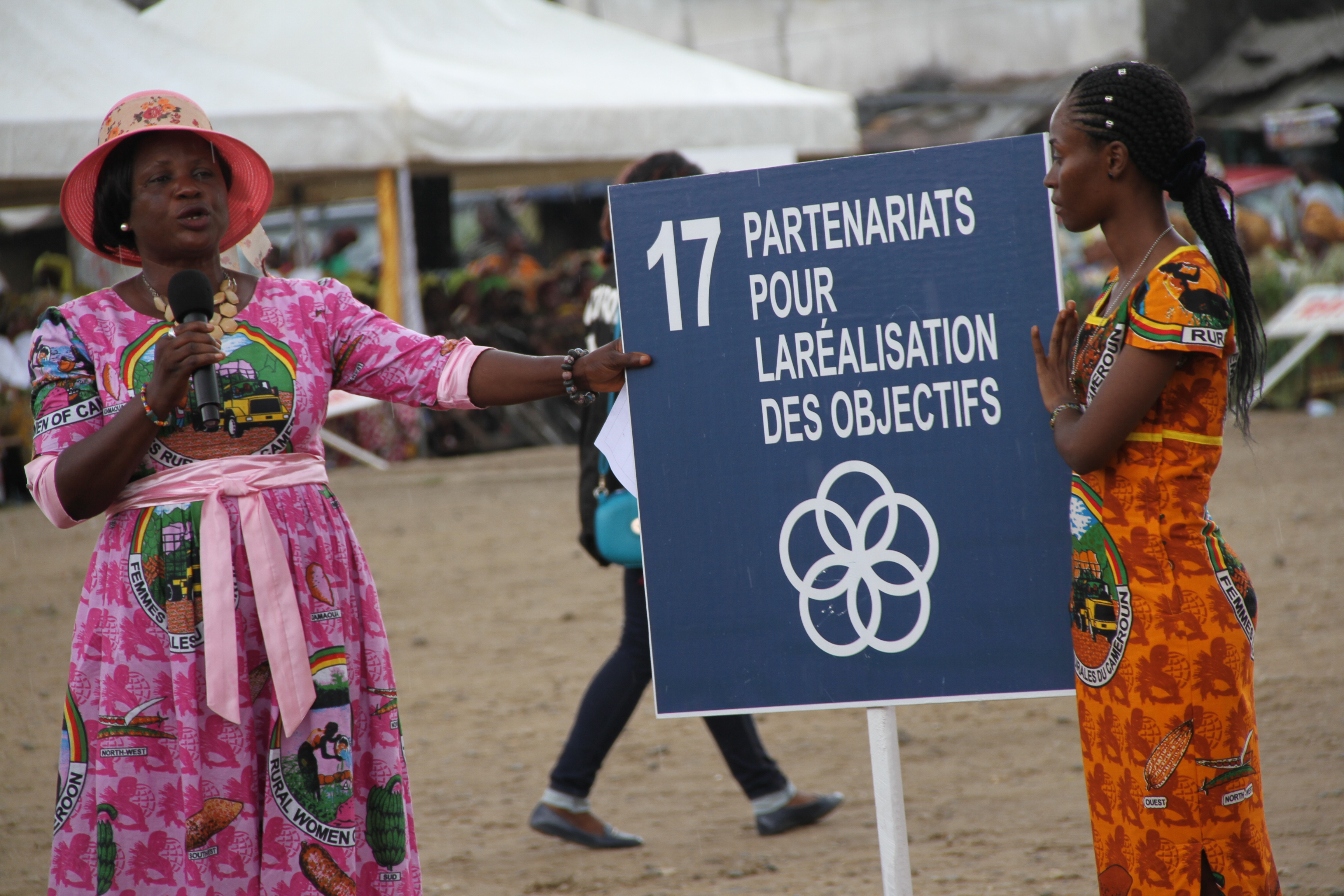
Prezentacja Celów Zrównoważonego Rozwoju podczas Międzynarodowego Dnia Kobiet Wiejskich w Duali w Kamerunie.

W rezolucji podkreślono, że na wielu obszarach kobiety zajmują się uprawą i hodowlą, zapewniają żywność, wodę i opał dla swoich rodzin, opiekę dzieciom, osobom starszym i chorym. Kobiety także dywersyfikują źródła dochodów poprzez prowadzenie działalności pozarolniczej, np. handlu przyczyniając się w ogromnej mierze do osiągnięcia zrównoważonego rozwoju. Ich praca jest znaczącym wkładem w osiąganiu dobrobytu na szczeblu lokalnym i narodowym. Pomimo tego wiejskie kobiety cierpią z powodu ubóstwa, dyskryminacji, przemocy i braku bezpieczeństwa. Według wszystkich wskaźników sytuacja kobiet zamieszkujących obszary wiejskie jest gorsza niż mężczyzn, a także kobiet i mężczyzn mieszkających w miastach, co jest sprzeczne z zasadami równości płci i równości ludzi.
Pomimo stałego zmniejszania się ubóstwa w skali globu, wśród miliarda ludzi żyjących w nieakceptowalnie skrajnej nędzy ogromna większość bytuje na obszarach wiejskich. Ubóstwo jest na wsi znacznie bardziej powszechne niż na obszarach miejskich. Małe gospodarstwa wiejskie wytwarzają 80% żywności w Azji i Afryce subsaharyjskiej i pozwalają na przetrwanie 2,5 miliarda ludzi. Kobiety na wsi mogłyby być nie mniej przedsiębiorcze i produktywne od mężczyzn gdyby nie fakt, iż uzyskują one niższe ceny za swoje produkty przy jednoczesnych ograniczeniach dostępu do pozyskania środków produkcji, funduszy, utrudnieniach w nabyciu gruntów czy wartościowych pasz.
Bariery strukturalne i dyskryminujące normy społeczne ograniczają decyzyjność kobiet i ich uczestnictwo w życiu rodzin i społeczności wiejskich. Kobiety i dziewczęta wiejskie nie mają równego dostępu do środków produkcji i zasobów, usług takich jak edukacja i opieka zdrowotna oraz infrastruktury (zwłaszcza do wody i usług sanitarnych), gdy zarazem większość ich pracy pozostaje niezauważana i bezpłatna nawet w sytuacji podejmowania nowych obciążających obowiązków przejmowanych od emigrujących mężczyzn. W skali świata niemal każdy parametr określający różnice w sytuacjach płci i ich rozwoju wykazuje gorszą sytuację kobiet wiejskich od mężczyzn wiejskich i kobiet miejskich, dowodząc tego, iż cierpią one nieproporcjonalnie z powodu ubóstwa, wykluczenia i zmian klimatycznych. Wpływ zmian klimatu, uwzględniający dostęp do zasobów naturalnych, nasila istniejące nierówności między płciami na obszarach wiejskich. Zmiany klimatyczne wpływają na zasoby i standard bytowania kobiet i mężczyzn w różny sposób w zakresie produkcji rolniczej, zaopatrzenia w żywność, dostępności opieki zdrowotnej, wody i energii, a także katastrof naturalnych, migracji oraz konfliktów spowodowanych zmianami warunków przyrodniczych.